# Nicolas Frantz
Pour les articles homonymes, voir Frantz.
Nicolas Frantz, né le 4 novembre 1899 à Mamer et mort le 8 novembre 1985 à Luxembourg, est un coureur cycliste luxembourgeois. Aux côtés de François Faber, Charly Gaul, ainsi que des frères Fränk et Andy Schleck, il est l'un des meilleurs cyclistes de l'histoire de son pays.
Il a gagné le Tour de France en 1927 et en 1928 au sein de l'équipe Alcyon. Il est le deuxième vainqueur luxembourgeois sur l'épreuve après François Faber en 1909. Il est avec Ottavio Bottecchia (1924) et Romain Maes (1935), l'un des trois coureurs à avoir porté le maillot jaune du Tour de France du début à la fin de la course. Il devient le directeur sportif de l'équipe Luxembourg ou Luxembourg-mixte de 1949 à 1957. Parmi ses principaux succès, il compte notamment douze titres de champion du Luxembourg consécutifs.
Une course féminine, le Grand Prix Nicolas Frantz est organisé en 2011 dans le cadre du Festival luxembourgeois du cyclisme féminin Elsy Jacobs.

## Biographie

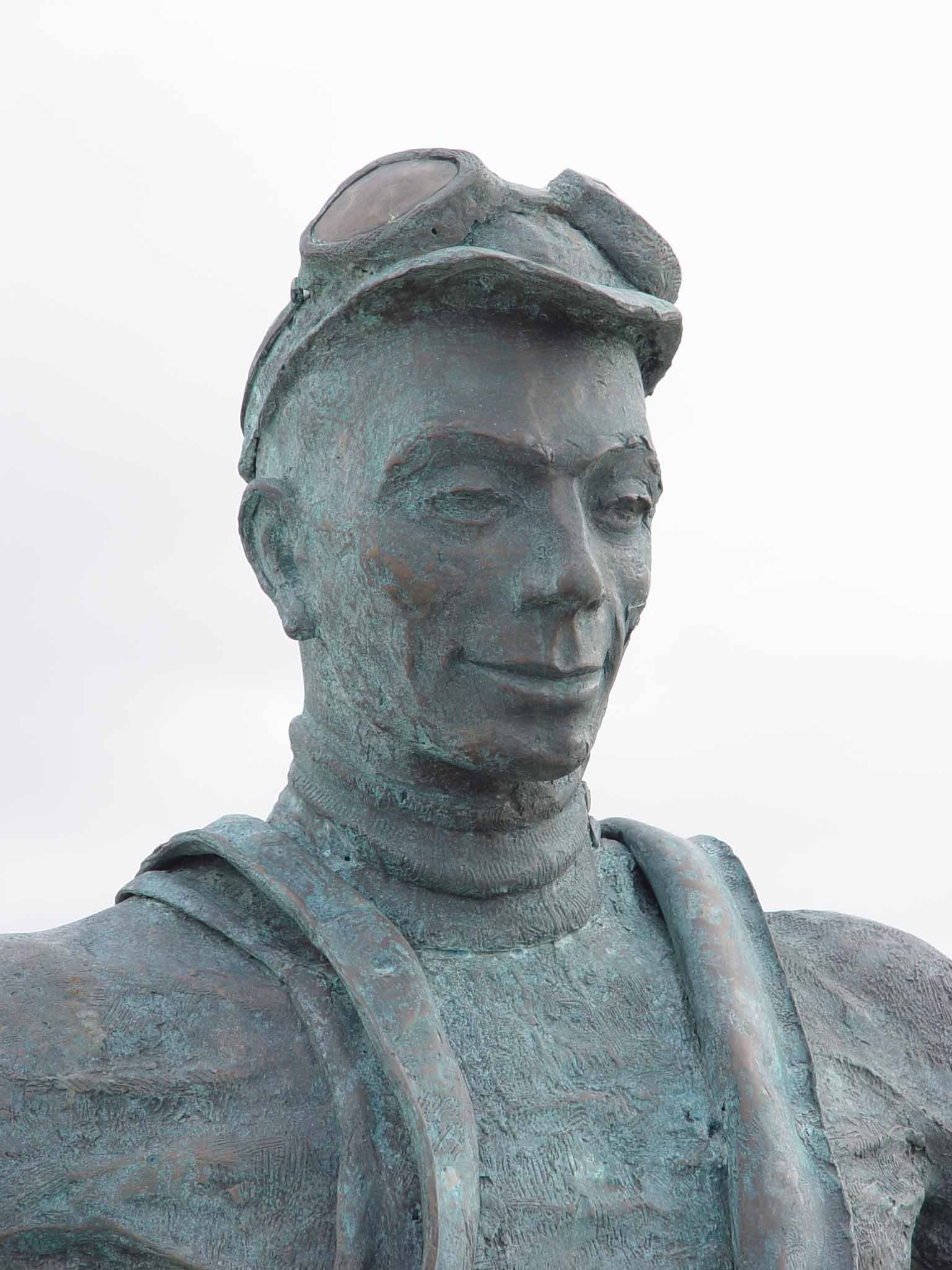
Buste de Nicolas Frantz à Mamer.

Nicolas Frantz est issu d'une famille d'agriculteurs. Il grandit dans la ferme de ses parents à Mamer. Il est bon élève, mais ne souhaite pas devenir médecin, avocat ou ingénieur comme certains de ses camarades, juste être un honnête fermier en reprenant la ferme familiale. Lorsque son frère Jean-Pierre, qui a six ans de plus, reçoit un nouveau vélo chromé brillant pour ses 16 ans, Nicolas Frantz n'a alors qu'un souhait, posséder le même vélo. Il rejoint le Vélo-Club Mamer à l'âge de 13 ans, mais s'est initialement inscrit à la section course à pied. Il remporte sa deuxième course et en guise de prix, il obtient un couteau de poche qu'il conserve toujours sur lui. Il a également joué au football dans ce club. À 14 ans, il achète son premier vélo, grâce à l'argent économisé comme enfant de chœur. Au début, ses parents lui ont interdit de courir jusqu'à ce qu'ils cèdent. Le 24 juin 1914, il dispute sa première course officielle, qu'il remporte.
En raison du déclenchement de la Première Guerre mondiale, il doit suspendre ses ambitions cyclistes. En 1920, il passe du statut amateur à indépendant (professionnels sans contrat). Il devient dès sa première année champion national, puis remporte en 1922 sa première grande course internationale avec le Tour de Belgique des indépendants. En 1924, il signe son premier contrat professionnel avec l'équipe française de référence Alcyon-Dunlop.
En 1924, il entame pour la première fois le Tour de France et prend immédiatement la deuxième place. Il termine cinquième en 1925 et deuxième à nouveau en 1926. En 1927, le Tour de France compte seize étapes disputées en contre-la-montre sur les vingt-quatre au programme. Dès la onzième étape, il porte le maillot jaune et remporte le classement général avec 1 heure et 48 minutes d'avance sur le deuxième, le Belge Maurice De Waele. La même année, il gagne Paris-Bruxelles.
En 1928, il est le grand favori du Tour de France. Lors des nombreuses étapes disputées sous la forme d'un contre-la-montre par équipes, il bénéficie de la puissance de l'équipe Alcyon pour dominer l'épreuve dès la première étape. Cependant, à une centaine de kilomètres avant la fin de la dix-neuvième étape, il casse le cadre de son vélo. Il parcourt le reste de l'étape sur un vélo de femme trop petit pour lui, qu'il a emprunté sur le bord de la route. Il perd 28 minutes, mais conserve la tête du général et s'impose à Paris avec 50 minutes d'avance sur son coéquipier André Leducq. Il est avec Ottavio Bottecchia (1924) et Romain Maes (1935) l'un des trois coureurs à avoir porté le maillot jaune sur le Tour de la première à la dernière étape (même si Bottecchia n'a pas revêtu le maillot jaune après la première étape qu'il a gagnée en 1924).
Sur le Tour de France 1929, après avoir remporté la septième étape du  à Bordeaux, Frantz est l'un des trois maillots jaunes classés dans le même temps avec Leducq et Victor Fontan. Cependant, le lendemain, Gaston Rebry récupère seul le maillot jaune. Frantz mène la course lors de la dixième étape, mais une crevaison lui coûte le maillot jaune avant la fin de la journée et il termine finalement le Tour à la cinquième place. Sa dernière chance de monter sur le podium est passée. La même année, il s'adjuge Paris-Tours et se classe deuxième du championnat du monde, battu au sprint par Georges Ronsse.
En 1930 et 1931, les organisateurs du Tour de France mettent en place une formule par équipes nationales. En l'absence d'équipe luxembourgeoise, Frantz ne peut participer. Il ne réintègre le Tour qu'en 1932 et termine à la 45e place. Il est également médaillé de bronze  du championnat du monde.
Au total, Nicolas Frantz a remporté 59 victoires au cours de sa carrière active, dont 20 victoires d'étape sur le Tour. Douze années de suite (1923 à 1934), il est champion du Luxembourg sur route. Après une dernière victoire sur son championnat national en 1934, il met fin à sa carrière cycliste.

## Après carrière

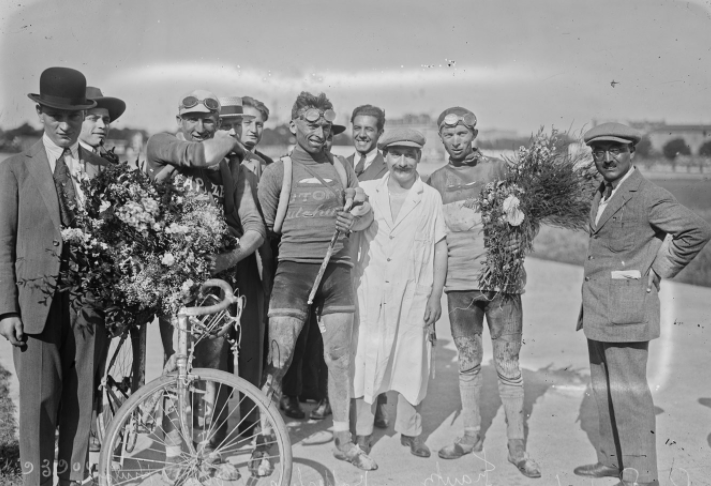
Frantz (2e en partant de la droite) à l'arrivée du Tour de France 1924 au Parc des Princes.

Après sa carrière de coureur, il devient directeur sportif des équipes luxembourgeoises sur le Tour de France de 1949 à 1957. Il est notamment le premier directeur national de Charly Gaul, mais il échoue à lui faire gagner le Tour de France. Frantz est remplacé en 1958 par Jean Goldschmit, qui parvient à décrocher la victoire finale en 1958.
Nicolas Frantz a également ouvert un magasin de vélos dans sa ville natale de Mamer. Il est impliqué en tant que président du Velo Club Mamer. Sa fille Nicole se marie au footballeur luxembourgeois Léon Letsch.
La salle de sport locale porte son nom, le Hall Sportif Nicolas Frantz. Devant la mairie, le château de Mamer, se trouve une sculpture, qui le montre au côté du coureur de 1 500 mètres et champion olympique Joseph Barthel, également originaire de Mamer. Une piste cyclable porte également son nom : la piste cyclable Nicolas Frantz.

## Style et personnalité
Selon Jacques Augendre, spécialiste du cyclisme et du Tour de France, les principales qualités de coureur de Nicolas Frantz sont la robustesse, la régularité et la conscience professionnelle. Il est présenté comme un coureur pointilleux et méticuleux : « [il] préparait le Tour, son seul objectif véritable, avec un soin, un souci du détail qui lui donnaient déjà l'avantage, au départ, sur ses adversaires directs. ».
Il possède un physique très solide et pèse dans les 80 kilos.

## Palmarès

### Palmarès année par année
| - 1920 - Metz-Luxembourg-Metz - 3e du Circuit de Hesbaye - 1921 - 2e du championnat du Luxembourg amateurs - 1922 - Champion du Luxembourg indépendants - Tour de Belgique indépendants : - Classement général - 1re étape - Bruxelles-Vervier - Grand Prix François-Faber - 3e de Bruxelles-Luxembourg-Mondorf - 1923 - Champion du Luxembourg sur route - Champion du Luxembourg de cyclo-cross - Madrid-Santander : - Classement général - 1re étape - Grand Prix François-Faber - Paris-Calais - Paris-Lyon - Paris-Reims - 1re étape du Critérium des Aiglons - 2e du Critérium des Aiglons - 3e du Tour de Belgique - 9e du Tour des Flandres - 1924 - Champion du Luxembourg sur route - Champion du Luxembourg de cyclo-cross - 11e et 12e étapes du Tour de France - 4e étape du Tour de Belgique - 2e du Tour de Belgique - 2e du Tour de France - 2e de Paris-Tours - 4e de Bordeaux-Paris - 4e de Paris-Roubaix - 5e de Milan-San Remo - 6e du Tour des Flandres - 1925 - Champion du Luxembourg sur route - 4e, 5e, 9e et 15e étapes du Tour de France - Grand Prix des Ardennes - Luxembourg-Remich - 3e du Paris-Bruxelles - 4e du Tour de France - 1926 - Champion du Luxembourg sur route - 7e, 9e, 12e et 13e étapes du Tour de France - Tour du Pays basque - Classement général - 1re et 4e étapes - Paris-Hayange - 2e du Tour de France - 2e du Circuit de Champagne - 2e de Paris-Longwy - 3e de Paris-Tours - 8e du Tour des Flandres | - 1927 - Champion du Luxembourg sur route - Tour de France : - Classement général - 11e, 15e et 21e étapes - Paris-Bruxelles - Paris-Longwy - 2e du GP Wolber - 1928 - Champion du Luxembourg sur route - Tour de France : - Classement général - 1re, 6e, 12e, 18e et 22e étapes - Paris-Rennes - 4e étape du Tour du Pays basque - 2e de Paris-Bruxelles - 2e du GP Wolber - 9e de Paris-Tours - 1929 - Champion du Luxembourg sur route - Paris-Tours - 7e et 22e étapes du Tour de France - 4e étape du Tour du Pays basque - 2e du championnat du monde sur route - 3e de Paris-Bruxelles - 3e du Tour du Pays basque - 3e du Circuit de Champagne - 5e du Tour de France - 1930 - Champion du Luxembourg sur route - Grand Prix François-Faber - 2e étape du Circuit du Midi - 2e de Turin-Bruxelles - 2e de Marseille-Lyon - 3e du Circuit du Midi - 4e du Critérium international de cyclo-cross - 5e de Paris-Roubaix - 5e de Bordeaux-Paris - 7e de Paris-Tours - 1931 - Champion du Luxembourg sur route - Fribourg-Ulm - 2e et 5e étapes du Tour d'Allemagne - 3e du Tour d'Allemagne - 3e du Circuit du Morbihan - 7e de Paris-Brest-Paris - 1932 - Champion du Luxembourg sur route - Paris-Nancy - Circuit Lorraine-Bourgogne - 3e du championnat du monde sur route - 1933 - Champion du Luxembourg sur route - Circuit de la Moselle - GP Terrot - 1934 - Champion du Luxembourg sur route |  |

### Résultats dans les grands tours

#### Tour de France
Nicolas Frantz fait partie des coureurs ayant remporté un minimum de 2 victoires consécutives sur la dernière étape d'un Tour de France.
- 1924 : 2e, vainqueur des 11e et 12e étapes
- 1925 : 4e, vainqueur des 4e, 5e, 9e et 15e étapes
- 1926 : 2e, vainqueur des 7e, 9e, 12e et 13e étapes
- 1927 :  Vainqueur du classement général, vainqueur des 11e, 15e et 21e étapes (1 contre-la-montre),  maillot jaune pendant 14 jours
- 1928 :  Vainqueur du classement général, vainqueur des 1re, 6e, 12e, 18e et 22e étapes (3 contre-la-montre),  maillot jaune pendant 22 jours
- 1929 : 5e, vainqueur des 7e et 22e étapes,  maillot jaune pendant 1 jour
- 1932 : 45e